# Ministri degli affari esteri del Cile
I ministri degli affari esteri del Cile succedutisi dal 1942 ad oggi sono i seguenti.

## Lista
| Foto                    | Ministro                     | Partito                                | Governo                                 | Dal               | Al                |
| ----------------------- | ---------------------------- | -------------------------------------- | --------------------------------------- | ----------------- | ----------------- |
|                         | Guillermo del Pedregal       | Indipendente                           | Jerónimo Méndez Arancibia               | 5 gennaio 1942    | 2 aprile 1942     |
|                         | Ernesto Barros Jarpa         | Partito Liberale                       | Juan Antonio Ríos                       | 2 aprile 1942     | 21 ottobre 1942   |
|                         | Alfredo Duhalde Vásquez      | Partito Radicale del Cile              | Juan Antonio Ríos                       | 21 ottobre 1942   | 26 ottobre 1942   |
|                         | Joaquín Fernández Fernández  | Indipendente                           | Juan Antonio Ríos                       | 26 ottobre 1942   | 17 gennaio 1946   |
| Alfredo Duhalde Vásquez | Joaquín Fernández Fernández  | Indipendente                           | 17 gennaio 1946                         | 3 novembre 1946   |                   |
|                         | Raúl Juliet                  | Partito Radicale del Cile              | Gabriel González Videla                 | 3 novembre 1946   | 2 agosto 1947     |
|                         | Germán Vergara Donoso        | Indipendente                           | Gabriel González Videla                 | 2 agosto 1947     | 7 luglio 1948     |
|                         | Germán Ignacio Riesco        | Partito Liberale                       | Gabriel González Videla                 | 7 luglio 1948     | 10 febbraio 1950  |
|                         | Germán Vergara Donoso        | Indipendente                           | Gabriel González Videla                 | 10 febbraio 1950  | 27 febbraio 1950  |
|                         | Horacio Walker               | Partito Conservatore Sociale Cristiano | Gabriel González Videla                 | 27 febbraio 1950  | 19 giugno 1951    |
|                         | Eduardo Irarrázabal Concha   | Partito Conservatore Sociale Cristiano | Gabriel González Videla                 | 19 giugno 1951    | 29 luglio 1952    |
|                         | Fernando García Oldini       | Partito Democratico                    | Gabriel González Videla                 | 29 luglio 1952    | 3 novembre 1952   |
|                         | Arturo Olavarría             | Partito Radicale Dottrinario           | Carlos Ibáñez del Campo                 | 3 novembre 1952   | 1º aprile 1953    |
|                         | Oscar Fenner Marín           | Militare                               | Carlos Ibáñez del Campo                 | 1º aprile 1953    | 7 dicembre 1953   |
|                         | Guillermo del Pedregal       | Indipendente                           | Carlos Ibáñez del Campo                 | 7 dicembre 1953   | 15 gennaio 1954   |
|                         | Tobías Barros Ortiz          | Indipendente                           | Carlos Ibáñez del Campo                 | 15 gennaio 1954   | 5 giugno 1954     |
|                         | Roberto Aldunate León        | Indipendente                           | Carlos Ibáñez del Campo                 | 5 giugno 1954     | 6 gennaio 1955    |
|                         | Osvaldo Koch Krefft          | Indipendente                           | Carlos Ibáñez del Campo                 | 6 gennaio 1955    | 30 maggio 1955    |
|                         | Kaare Olsen Nielsen          | Indipendente                           | Carlos Ibáñez del Campo                 | 30 maggio 1955    | 2 gennaio 1956    |
|                         | José Serrano Palma           | Indipendente                           | Carlos Ibáñez del Campo                 | 2 gennaio 1956    | 4 gennaio 1956    |
|                         | Enrique Barbosa Baeza        | Movimento Repubblicano                 | Carlos Ibáñez del Campo                 | 4 gennaio 1956    | 24 maggio 1956    |
|                         | Osvaldo Saint Marie Sorucco  | Indipendente                           | Carlos Ibáñez del Campo                 | 24 maggio 1956    | 11 ottobre 1957   |
|                         | Horacio Arce Fernández       | Militare                               | Carlos Ibáñez del Campo                 | 11 ottobre 1957   | 28 ottobre 1957   |
|                         | Alberto Sepúlveda Contreras  | Indipendente                           | Carlos Ibáñez del Campo                 | 28 ottobre 1957   | 3 novembre 1958   |
|                         | Germán Vergara Donoso        | Indipendente                           | Jorge Alessandri Rodríguez              | 3 novembre 1958   | 17 marzo 1960     |
|                         | Enrique Ortúzar              | Indipendente                           | Jorge Alessandri Rodríguez              | 17 marzo 1960     | 12 agosto 1960    |
|                         | Sótero del Río               | Indipendente                           | Jorge Alessandri Rodríguez              | 12 agosto 1960    | 1º settembre 1960 |
|                         | Enrique Ortúzar              | Indipendente                           | Jorge Alessandri Rodríguez              | 1º settembre 1960 | 5 settembre 1960  |
|                         | Germán Vergara Donoso        | Indipendente                           | Jorge Alessandri Rodríguez              | 5 settembre 1960  | 25 aprile 1961    |
|                         | Enrique Ortúzar              | Indipendente                           | Jorge Alessandri Rodríguez              | 25 aprile 1961    | 26 agosto 1961    |
|                         | Carlos Martínez Sotomayor    | Partito Radicale del Cile              | Jorge Alessandri Rodríguez              | 26 agosto 1961    | 14 settembre 1963 |
|                         | Enrique Ortúzar              | Indipendente                           | Jorge Alessandri Rodríguez              | 14 settembre 1963 | 17 dicembre 1963  |
|                         | Julio Philippi Izquierdo     | Indipendente                           | Jorge Alessandri Rodríguez              | 17 dicembre 1963  | 3 novembre 1964   |
|                         | Gabriel Valdés               | Partito Democratico Cristiano del Cile | Eduardo Frei Montalva                   | 3 novembre 1964   | 3 novembre 1970   |
|                         | Clodomiro Almeyda            | Partito Socialista del Cile            | Salvador Allende (governo Allende)      | 3 novembre 1970   | 22 maggio 1973    |
|                         | Orlando Letelier             | Partito Socialista del Cile            | Salvador Allende (governo Allende)      | 22 maggio 1973    | 9 agosto 1973     |
|                         | Clodomiro Almeyda            | Partito Socialista del Cile            | Salvador Allende (governo Allende)      | 9 agosto 1973     | 12 settembre 1973 |
|                         | Ismael Huerta Díaz           | Militare                               | Augusto Pinochet (Giunta Pinochet)      | 12 settembre 1973 | 11 luglio 1974    |
|                         | Patricio Carvajal            | Militare                               | Augusto Pinochet (Giunta Pinochet)      | 11 luglio 1974    | 14 aprile 1978    |
|                         | Hernán Cubillos              | Militare                               | Augusto Pinochet (Giunta Pinochet)      | 14 aprile 1978    | 29 marzo 1980     |
|                         | René Rojas Galdames          | Indipendente                           | Augusto Pinochet (Giunta Pinochet)      | 29 marzo 1980     | 14 febbraio 1983  |
|                         | Miguel Schweitzer Walters    | Indipendente                           | Augusto Pinochet (Giunta Pinochet)      | 14 febbraio 1983  | 19 dicembre 1983  |
|                         | Jaime del Valle Alliende     | Indipendente                           | Augusto Pinochet (Giunta Pinochet)      | 19 dicembre 1983  | 11 luglio 1987    |
|                         | Ricardo García Rodríguez     | Indipendente                           | Augusto Pinochet (Giunta Pinochet)      | 11 luglio 1987    | 21 ottobre 1988   |
|                         | Hernán Felipe Errázuriz      | Indipendente                           | Augusto Pinochet (Giunta Pinochet)      | 21 ottobre 1988   | 11 marzo 1990     |
|                         | Enrique Silva Cimma          | Partito Radicale del Cile              | Patricio Aylwin (governo Aylwin)        | 11 marzo 1990     | 11 marzo 1994     |
|                         | Carlos Figueroa Serrano      | Partito Democratico Cristiano del Cile | Eduardo Frei Ruiz-Tagle (governo Frei)  | 11 marzo 1994     | 20 settembre 1994 |
|                         | José Miguel Insulza          | Partito Socialista del Cile            | Eduardo Frei Ruiz-Tagle (governo Frei)  | 20 settembre 1994 | 22 giugno 1999    |
|                         | Juan Gabriel Valdés          | Partito Socialista del Cile            | Eduardo Frei Ruiz-Tagle (governo Frei)  | 22 giugno 1999    | 11 marzo 2000     |
|                         | Soledad Alvear               | Partito Democratico Cristiano del Cile | Ricardo Lagos (governo Lagos)           | 11 marzo 2000     | 29 settembre 2004 |
|                         | Ignacio Walker               | Partito Democratico Cristiano del Cile | Ricardo Lagos (governo Lagos)           | 29 settembre 2004 | 11 marzo 2006     |
|                         | Alejandro Foxley             | Partito Democratico Cristiano del Cile | Michelle Bachelet (governo Bachelet I)  | 11 marzo 2006     | 13 marzo 2009     |
|                         | Mariano Fernández Amunátegui | Partito Democratico Cristiano del Cile | Michelle Bachelet (governo Bachelet I)  | 13 marzo 2009     | 11 marzo 2010     |
|                         | Alfredo Moreno Charme        | Indipendente                           | Sebastián Piñera (governo Piñera I)     | 11 marzo 2010     | 11 marzo 2014     |
|                         | Heraldo Muñoz                | Partito per la Democrazia              | Michelle Bachelet (governo Bachelet II) | 11 marzo 2014     | 11 marzo 2018     |
|                         | Roberto Ampuero              | Evolución Política                     | Sebastián Piñera (governo Piñera II)    | 11 marzo 2018     | in carica         |